# Erica sparsa
Erica sparsa är en ljungväxtart som beskrevs av Conrad Loddiges. Erica sparsa ingår i släktet klockljungssläktet, och familjen ljungväxter. Utöver nominatformen finns också underarten E. s. glanduloso-pedicellata.

## Bildgalleri

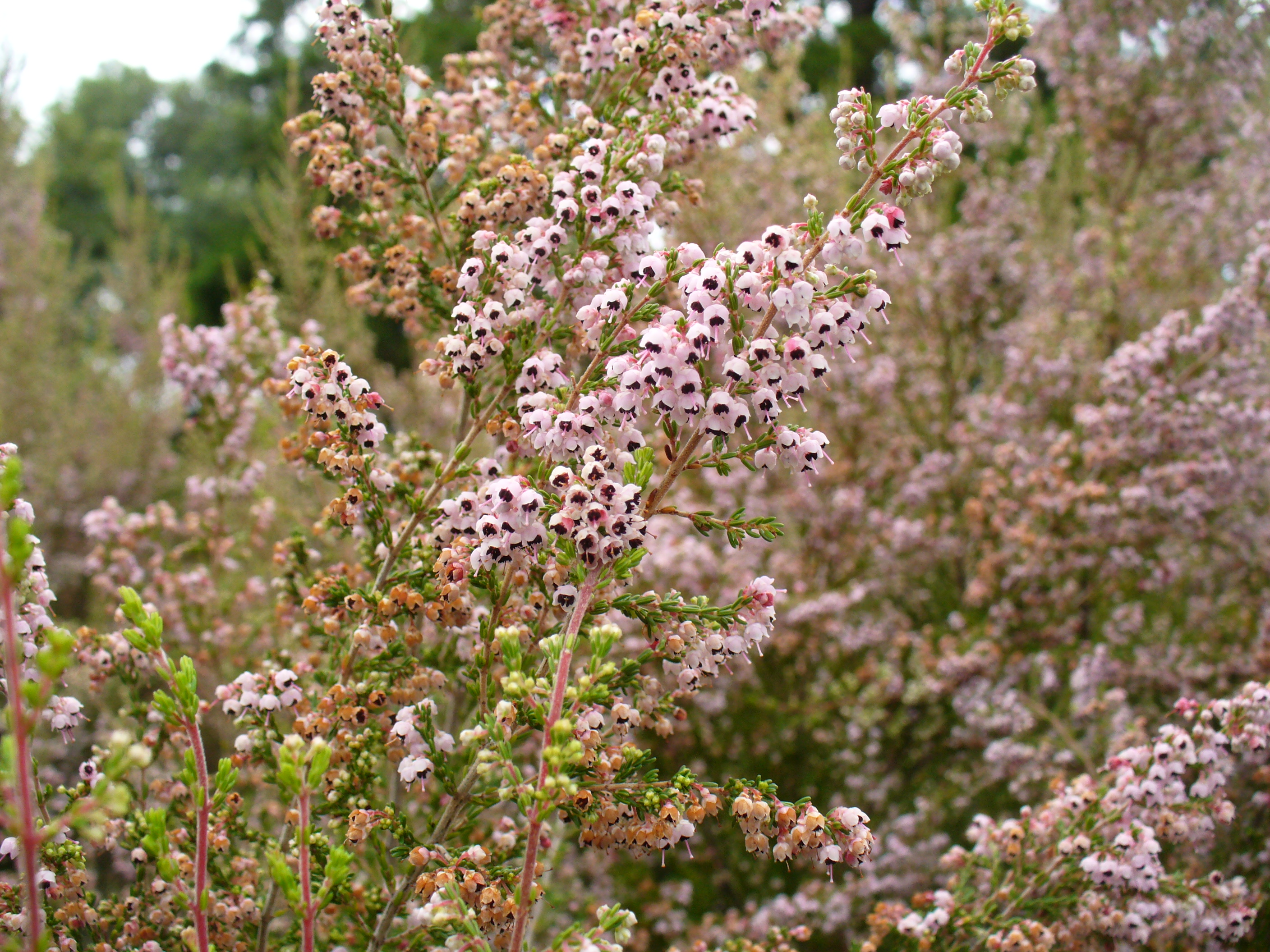